# Louis Dudek
 (août 2025).
Si vous disposez d'ouvrages ou d'articles de référence ou si vous connaissez des sites web de qualité traitant du thème abordé ici, merci de compléter l'article en donnant les références utiles à sa vérifiabilité et en les liant à la section « Notes et références ».
Louis Dudek, né le 6 février 1918 à Montréal et mort le 23 mars 2001 dans la même ville, est un écrivain et poète canadien de langue anglaise.

## Biographie

### Jeunesse
Dudek est né à Montréal au Québec, il est le fils de Vincent et de Stanislawa Dudek, un couple catholique émigré de Pologne. Il a grandi dans l'Est de Montréal. Enfant, il était introverti et hypersensible. Sa mère est morte à 31 ans, quand il avait huit ans.
En raison des finances familiales, Dudek a abandonné l'école secondaire, et va travailler dans un entrepôt jusqu'à ce que, en 1936, son père soit en mesure de l'envoyer au collège. Il entre à l'Université McGill à Montréal et reçoit son BA en 1939.

### 1940
Dudek devient pigiste en journalisme et en publicité.
Avec John Sutherland et Irving Layton, ils créent un magazine de poèmes[Lequel ?].
En 1943 il déménage à New York, où il commence des études supérieures en journalisme et en histoire à l'Université Columbia. Sa thèse de doctorat, la littérature et la presse, a été publié en 1960. Après avoir reçu son doctorat, il enseigne au City College de New York.

### 1950
En 1950 Dudek divorce. Il retourne à Montréal et rejoint le département d'anglais à l'Université McGill en 1951. Il restera à l'Université McGill pour le reste de sa carrière. Il devient professeur d'anglais à Greenshield en 1969, et professeur émérite en 1984.
En 1952, Dudek fonde un magazine universitaire avec Raymond Souster et Irving Layton, son premier livre est Cerberus. Dudek a également travaillé sur la petite revue CIV / n ("Civilation"), fondée en 1953 et éditée par Aileen Collins.
En 1956, Dudek a commencé la série de McGill poésie, une série de livres de colportage par des étudiants de l'Université McGill publiée par Presse Contact. Le premier livre de la série, imprimé en 1956, a été Let Us Compare Mythologies, le premier livre de Leonard Cohen. En 1957, la série publiée le charnel et la Grue, le premier livre de Daryl Hine.
En 1957, Dudek crée son magazine de poésie[Lequel ?], jusqu'en 1966.

### Retraite
En désaccord avec les tendances littéraires dans les années 1960, Dudek se concentre sur son enseignement et sur l'écriture de son long poème, Atlantis (publié en 1967). En 1966, avec Delta Livres, la firme publie plus de 30 titres entre 1966 et 1971.
Il a écrit une colonne[pas clair] sur les livres, les films et les arts pour La Gazette de Montréal entre 1965 et 1969. Ses colonnes[pas clair] recueillies ont été publiées en 1988 en tant que ; la défense de l'art[pas clair].
Louis Dudek, une biographie de Susan Stromberg-Stein, a été publiée en 1984.
En 2006, une traduction en allemand de ses poésies sélectionnées a été publiée à Elfenbein-Verlag, Berlin.

## Distinctions
1983 -  Officier de l'Ordre du Canada

## Publications

### Poèmes
- Unit of Five: Louis Dudek, Ronald Hambleton, P.K. Page, Raymond Souster, James Wreford. Edited by Ronald Hambleton. Toronto: Ryerson Press, 1944.
- East of the City. Toronto: Ryerson Press, 1946.
- Cerberus. By Louis Dudek, Raymond Souster and Irving Layton. Toronto: Contact Press, 1952.
- The Searching Image. Toronto: Ryerson Press, 1952.
- Twenty-Four Poems. Toronto: Contact Press, 1952.
- Europe. Toronto: Laocoön (Contact) Press, 1954[5].
- The Transparent Sea. Toronto: Contact Press, 1956.
- En Mexico. Toronto: Contact Press, 1958.
- Laughing Stalks. Toronto: Contact Press, 1958.
- Atlantis. Montreal: Delta Canada, 1967.
- Collected Poetry. Montréal: Delta Canada, 1971.
- Selected Poems. Ottawa: Golden Dog, 1975.
- "Continuation 1". The Tamarack Review 69 (1976).
- Cross-Section: Poems 1940-1980. Toronto: Coach House Press, 1980.
- Poems from Atlantis. Ottawa: Golden Dog, 1981.
- Continuation I. Montréal: Véhicule Press, 1981.
- Zembla´s Rocks. Montreal: Véhicle Press, 1986.
- Infinite Worlds: The Poetry of Louis Dudek. Robin Blaser ed. Montreal: Véhicule, 1988.
- Continuation II. Montreal: Véhicule, 1990.
- Small Perfect Things. Montreal: DC Books, 1991.
- The Caged Tiger. Montreal: Empyreal Press, 1997.
- The Poetry of Louis Dudek. Ottawa: The Golden Dog, 1998.
- The Surface of Time. Montreal: Empyreal, 2000.
- For You, You/Für Dich, Dir. Elfenbein Verlag, Berlin (English with German translation). Bernhard Beutler ed., 2006.